# Mont-de-Marsan
Mont-de-Marsan é uma comuna francesa na região administrativa da Nova Aquitânia, no departamento Landes. Estende-se por uma área de 36,89 km². Em 2010 a comuna tinha 31 103 habitantes (densidade: 843,1 hab./km²).